# Filét
 For alternative betydninger, se filet. (Se også artikler, som begynder med filet)
En filét er et redskab der i bogbinderiet kan bruges til udsmykning af bogbind med forskellige bånd eller borter som kan være belagt med guld eller sølv eller blot være blinde aftryk, blindtryk.
Forgyldningsredskaberne er
metalstempler, der er
udskåret med de figurer som ønskes i guldet.
De glatte, krusede eller forskelligt
formede linjer, der ofte bruges som "bånd" tværs over bogryggen,
påtrykkes med de såkaldte filéter, og på hvis
rundede bane der ophøjet er udgravet forskelige
borter, som billedet viser en række prøvetryk af.
- Værktøj
- En filét til påtrykning af udmykningsbånd
- Et forsiringsmønster på banen af en filét